# Oliver Bär

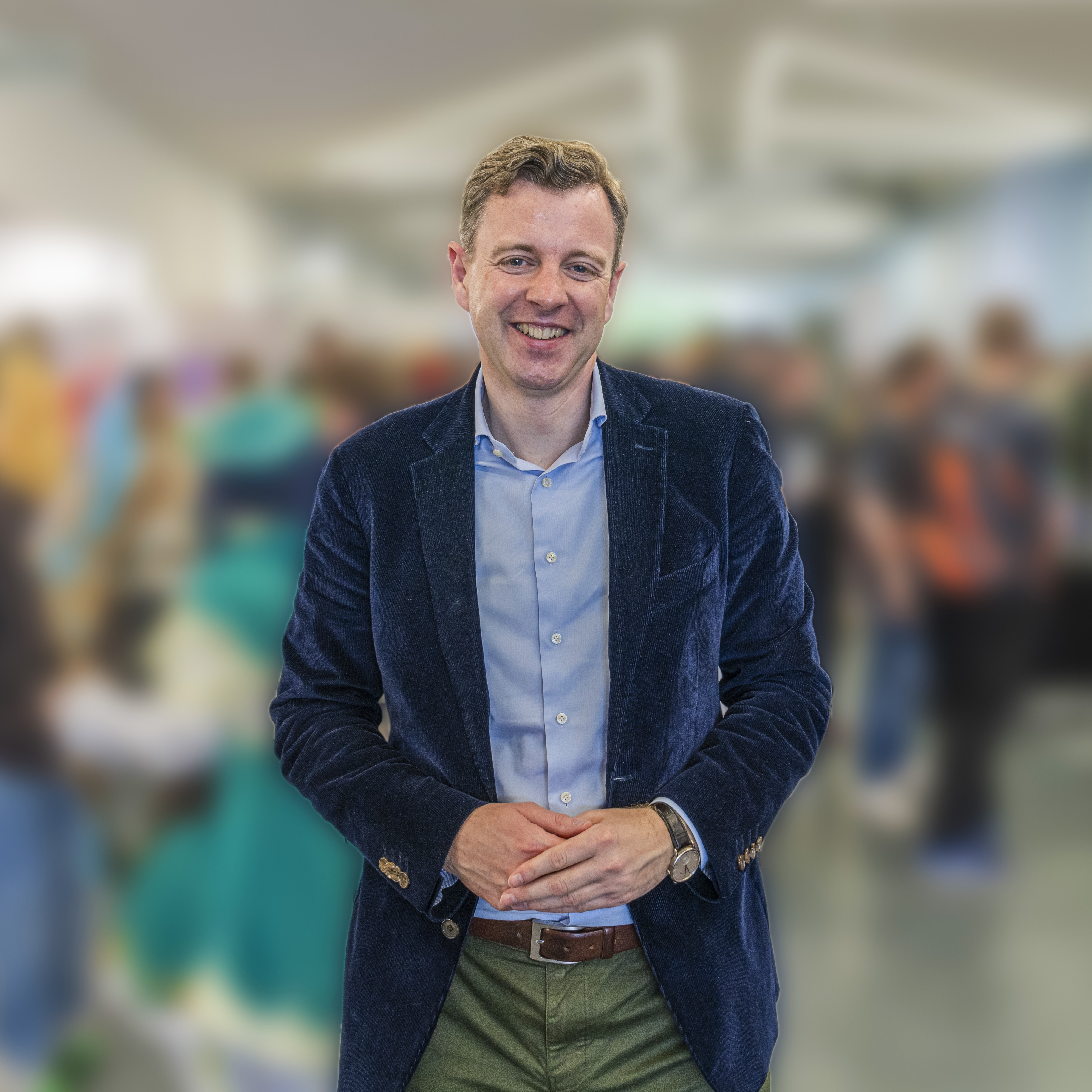
Oliver Bär (2024)

Oliver Bär (* 25. Januar 1977 in Hof) ist ein deutscher Kommunalpolitiker (CSU) und ist seit 1. Mai 2014 Landrat des Landkreises Hof.

## Ausbildung und Beruf
Bär wuchs auf einem Bauernhof in Schnarchenreuth auf. Nach seinem Abitur in Hof und dem Grundwehrdienst absolvierte er von 1997 bis 2002 als Stipendiat der Hanns-Seidel-Stiftung ein Studium der Rechtswissenschaften an der Universität Bayreuth. 2005 promovierte er über die „Freiheit und Pluralität der Medien nach der Charta der Grundrechte der Europäischen Union“. Nach einer Tätigkeit als wissenschaftlicher Mitarbeiter im Büro seiner späteren Ehefrau, für die er bis kurz vor der gemeinsamen Hochzeit 2006 gut zweieinhalb Jahre arbeitete, absolvierte er ein Referendariat in Bamberg und Berlin. Der promovierte Jurist war seit 2006 Sozius in der Kanzlei Labbé und Partner in München.

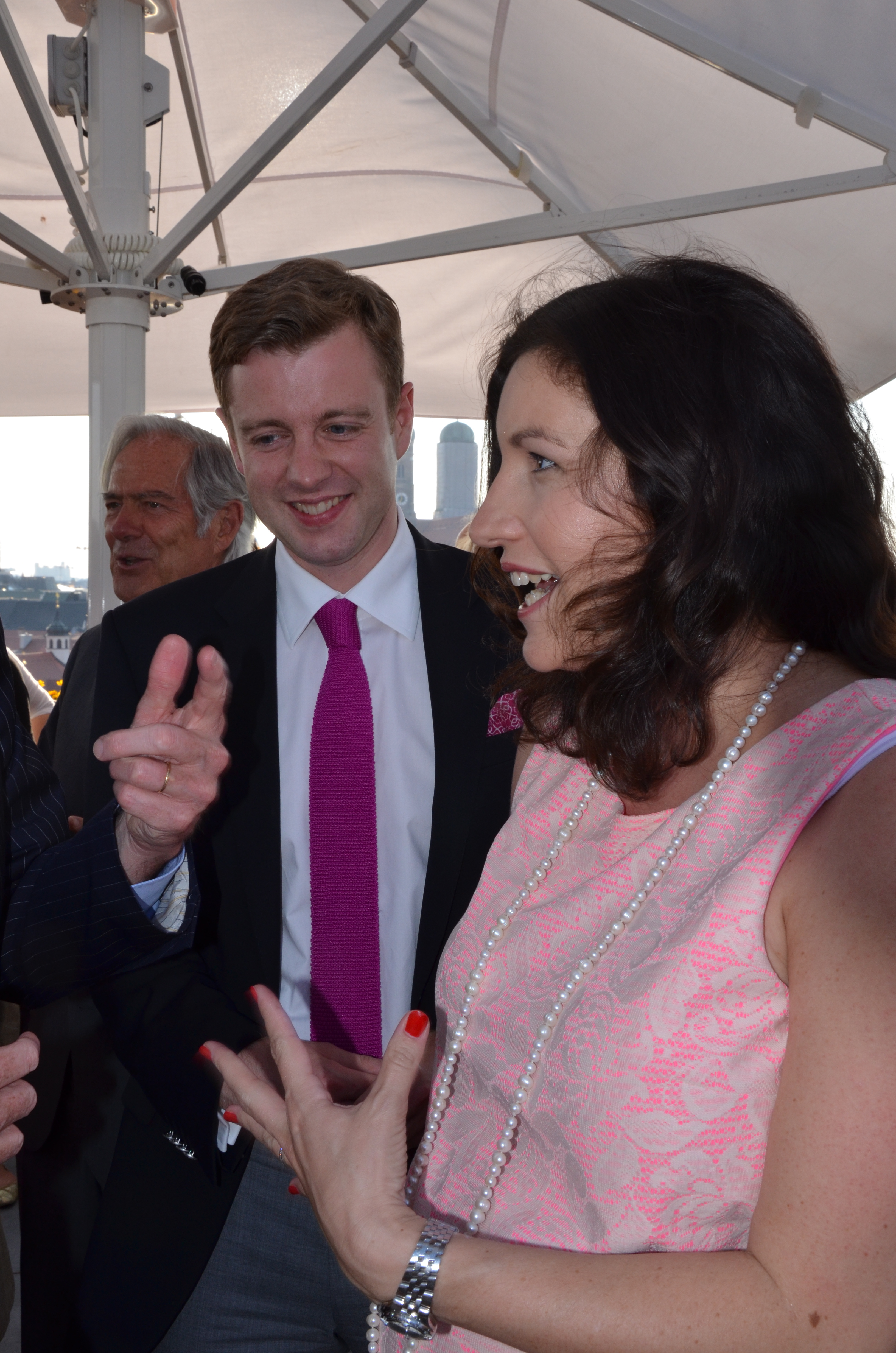
Oliver Bär mit seiner Ehefrau Dorothee Bär, 2012

## Politische Laufbahn
1996 wurde Bär erstmals in den Gemeinderat von Berg gewählt. Von 1997 bis 2004 war er Kreisvorsitzender der Jungen Union im Landkreis Hof. 2005 kandidierte er erfolglos auf der CSU-Landesliste für den Bundestag. Von 2002 bis 2014 war Bär Mitglied des Hofer Kreistages. Er ist Bezirksvorstandsmitglied der CSU Oberfranken. 2013 wurde er zum Landratskandidaten der CSU Hof gewählt.
Bei der Kommunalwahl 2014 kam Bär im ersten Wahlgang auf 49,9 Prozent, der SPD-Kandidat Alexander Eberl auf 47 Prozent der Stimmen. Amtsinhaber Bernd Hering (SPD) stand nach 18 Amtsjahren nicht mehr zur Wahl, weil er mit 67 Jahren die Altersgrenze für Landräte erreicht hatte. In der Stichwahl am 30. März 2014 setzte sich Bär mit 52 Prozent der Stimmen durch und ist somit der erste CSU-Landrat in der Geschichte des Landkreises. Am 15. März 2020 wurde er wiedergewählt.

## Privates
Bär ist seit 2006 mit Dorothee Bär verheiratet und Vater zweier Töchter und eines Sohnes.

## CSU-Landratsamt-Affäre
Im August 2018 hatte ein Mitarbeiter des Landratsamts Hof Einladungen für eine CSU-Wahlkampfveranstaltung verschickt. Inhaber einer vom Landratsamt ausgestellten Ehrenamtskarte wurden hierbei per E-Mail kontaktiert. Nach Aussage des Landratsamtes wurden „personenbezogene Daten […] nicht an Dritte weitergegeben“, da die E-Mails vom Landratsamt aus versandt wurden. Landrat Bär, der einen Tag nach dem Versand der E-Mail informiert worden war, kündigte eine interne Aufarbeitung der Vorgänge an.